# Hugo Arthuso
Hugo Lemos Arthuso (São Paulo, 4 de maio de 1987) é um jogador brasileiro de badminton.

## Trajetória desportiva
Começou jogando tênis de mesa em uma associação em Osasco, onde morava. O técnico tinha se mudado de cidade e ele e mais alguns amigos iam para o ginásio e brincavam de badminton e se distraíam até a hora de ir embora para casa. Hugo começou a participar cada vez mais dos treinos do badminton e acabou mudando de esporte.
Integrou a delegação nacional que disputou os Jogos Pan-Americanos de 2011, em Guadalajara, no México.
Com Daniel Paiola alcançou final inédita e medalha de prata na modalidade dupla masculina do badminton nos Jogos Pan-Americanos de 2015, em Toronto.